# Saxifraga florulenta
Saxifraga florulenta (Moretti, 1823), comunemente nota come sassifraga dell'Argentera, è una pianta appartenente alla famiglia delle Saxifragaceae, originaria di Francia e Italia.

## Descrizione
Ha fusti legnosi terminanti in un involucro ovoide o subcilindrico (diam. 5-15 cm) di foglie addensate. Foglie basali lineari-spatolate (4-7 x 35-60 mm), senza incrostazioni calcaree: margine intero, con ciglia patenti nella metà inferiore: apice acuto e mucronato-pungente; foglie cauline minori, densamente ghiandolose. Infiorescenza multiflora cilindrica; calice fittamente ghiandolare con sepali lanceolati 3-4 mm; petali bianco-rosati, oblanceolati (2x5-7 mm), nei fiori terminali anche 6-8 petali e 3-5 carpelli.
A causa della fioritura estremamente rara e irregolare è stata creduta a lungo una pianta leggendaria fino a quando Franco Rasetti non riuscì a fotografarne la fioritura.

## Distribuzione e habitat
La specie è endemica delle Alpi Marittime.
Cresce su rupi e pareti rocciose tra i 1950 e i 3200 m s.l.m.